# Islandiana
Islandiana is een geslacht van spinnen uit de familie hangmatspinnen (Linyphiidae).

## Soorten
De volgende soorten zijn bij het geslacht ingedeeld:
- Islandiana cavealis Ivie, 1965
- Islandiana coconino Ivie, 1965
- Islandiana cristata Eskov, 1987
- Islandiana falsifica (Keyserling, 1886)
- Islandiana flaveola (Banks, 1892)
- Islandiana flavoides Ivie, 1965
- Islandiana holmi Ivie, 1965
- Islandiana lasalana (Chamberlin & Ivie, 1935)
- Islandiana longisetosa (Emerton, 1882)
- Islandiana mimbres Ivie, 1965
- Islandiana muma Ivie, 1965
- Islandiana princeps Braendegaard, 1932
- Islandiana speophila Ivie, 1965
- Islandiana unicornis Ivie, 1965